# تادئوش بارتوشیک
تادئوش بارتوشیک (لهستانی: Tadeusz Bartosik؛ ۱۵ مهٔ ۱۹۲۵ – ۱۶ آوریل ۱۹۸۵) بازیگر اهل لهستان بود.
از فیلم‌ها یا برنامه‌های تلویزیونی که وی در آن نقش داشته‌است، می‌توان به مرحله پایانی، قماری بالاتر از زندگی،روز کوتاه کاری، سامسون و بدشانسی اشاره کرد.